# Ромариньо
Ромарио Рикардо да Силва (порт.-браз. Romário Ricardo da Silva; род. 12 декабря 1990, Палестина, штат Сан-Паулу), более известный как Ромариньо (порт.-браз. Romarinho) — бразильский футболист, нападающий клуба «Неом».

## Биография
Ромариньо не имеет отношения к чемпиону мира 1994 года Ромарио. Прозвище «Ромариньо» нападающий взял благодаря объединению имени своего отца, Роналдо, и деда, Марио, плюс распространённая в португальском языке уменьшительная форма имени.
Ромариньо свой первый матч в стартовом составе за «Коринтианс» провёл в дерби против «Палмейраса» 24 июня 2012 года. Во многом его включение в основу было обусловлено тем, что команда вела борьбу за победу в Кубке Либертадорес и на матч Серии A было решено выставить полурезервный состав. Однако нападающий сумел в третьей своей игре в элитном дивизионе оформить дубль (до того он дважды выходил на замену), и «Коринтианс» одержал победу 2:1.
Через 4 дня Тите выпустил Ромариньо за 10 минут до окончания игры в Буэнос-Айресе в первом финальном матче Кубка Либертадорес против «Боки Хуниорс». Ромариньо первым же касанием отправил мяч в сетку ворот. Бразильцы сравняли счёт в матче (1:1) и в домашней игре добились победы 2:0, впервые в своей истории став победителем главного южноамериканского клубного трофея. Ромариньо, таким образом, сыграв лишь чуть более 10 минут в розыгрыше и забив важнейший гол в финале, также стал победителем Кубка Либертадорес.

## Достижения
«Коринтианс»
- Обладатель Кубка Либертадорес (1): 2012
- Победитель Клубного чемпионата мира (1): 2012
- Чемпион штата Сан-Пауло (1): 2013

## Статистика
| Клуб       | Сезон | Чемпионат | Чемпионат | Кубок | Кубок | Континт. | Континт. | Прочие | Прочие | Всего | Всего |
| Клуб       | Сезон | Матчи     | Голы      | Матчи | Голы  | Матчи    | Голы     | Матчи  | Голы   | Матчи | Голы  |
| ---------- | ----- | --------- | --------- | ----- | ----- | -------- | -------- | ------ | ------ | ----- | ----- |
| Брагантино | 2011  | 21        | 9         | 0     | 0     | 0        | 0        | 0      | 0      | 21    | 9     |
| Брагантино | 2012  | 2         | 1         | 0     | 0     | 0        | 0        | 23     | 6      | 25    | 7     |
| Коринтианс | 2012  | 32        | 6         | 0     | 0     | 1        | 1        | 0      | 0      | 33    | 7     |
| Всего      | Всего | 55        | 19        | 0     | 0     | 1        | 1        | 23     | 6      | 79    | 23    |

- Прочие — Лига Паулиста.
- Континт. — Кубок Либертадорес.